# Academia Brasileira de Letras
L'Academia Brasileira de Letras és una societat literària brasilera sense ànim de lucre establerta al final del segle xix per un grup de 40 escriptors i poetes inspirats per l'Académie Française. El primer president, Machado de Assis, declarava la seva fundació el 15 de desembre del 1896, amb els estatuts que s'aprovaren el 28 de gener del 1897. El 20 de juliol del mateix any es va formar l'Acadèmia.

## Història
L'Academia Brasileira de Letras és, segons els seus estatuts, l'autoritat en la «llengua nacional» del Brasil (la llengua portuguesa). Està formada, fins al dia d'avui, per 40 membres, coneguts com a «immortals», escollits d'entre els ciutadans del Brasil que han publicat obres reconegudes o llibres de valor literari. La posició d'«immortal» és atorgada de per vida. Els membres nous són admesos per votació dels membres d'Acadèmia quan una de les «càtedres» es torna vacant. Les càtedres es numeren i mantenen els noms dels seus primers incumbents. Els acadèmics usen uniformes de gala formal daurats amb una espasa (que s'anomena «fardão») quan participen en reunions oficials de l'Acadèmia.
Durant els períodes de dictadura i règim militar, la neutralitat de l'Acadèmia escollint membres propis dedicats a la professió literària va veure's compromesa en escollir polítics amb poques o cap contribucions a la literatura, com l'expresident Getúlio Vargas. Una excepció a aquest fenomen és l'anterior president brasiler i senador José Sarney, que és un novel·lista regional ben publicat i amb mèrits propis. L'Acadèmia, era una organització exclusivament masculina fins a l'elecció de la trencadora novel·lista Rachel de Queiroz el 1977 per a la càtedra número 5; en l'actualitat l'Acadèmia té quatre membres dones (un 10% de la seva afiliació total), i una d'elles, Nélida Piñon, en fou president en el període 1996-97.
L'Acadèmia, gràcies a una direcció assenyada i uns ingressos per sobre de 4 milions de dòlars per any, és financerament solvent. Una de les seves propietats és un gratacel de 28 plantes (Palácio Austregésilo de Athaide), en una àrea força valorada del centre de Rio, que l'Acadèmia lloga com espais d'oficina, generant un 70% dels seus ingressos actuals. La resta prové del lloguer d'uns altres edificis, que foren llegats per l'editor Francisco Alves, el 1917, i d'inversions financeres. Aquesta situació còmoda permet pagar un «sobresou» a cada acadèmic. L'ABL està situada just al costat del gratacel, en un edifici neoclàssic, que s'anomena «Petit Trianon». Fou una donació del govern de França el 1923 i té aquest nom perquè és una còpia del palau Petit Trianon a Versalles, prop de París, França.
L'Acadèmia, gràcies a una direcció assenyada i uns ingressos per sobre de 4 milions de dòlars per any, és financerament solvent. Una de les seves propietats és un gratacel de 28 plantes (Palácio Austregésilo d'Athaide), en una àrea força valorada del centre de Rio, que l'Acadèmia lloga com espais d'oficina, generant un 70% dels seus ingressos actuals. La resta prové del lloguer d'uns altres edificis, que foren llegats per l'editor Francisco Alves, el 1917, i d'inversions financeres. Aquesta situació còmoda permet pagar un «sobresou» a cada acadèmic. L'ABL està situada just al costat del gratacel, en un edifici neoclàssic, que s'anomena «Petit Trianon». Fou una donació del govern de França el 1923 i té aquest nom perquè és una còpia del palau Petit Trianon a Versalles, prop de París, França.
L'Acadèmia ha inaugurat recentment una de les biblioteques públiques més grans de Rio, amb 90000 volums i un gran centre de multimèdia.
L'Acadèmia atorga anualment una sèrie de premis literaris: el Premi Machado de Assis (el premi de literatura més important del país, atorgat per a tota una carrera literària), i els premis de l'ABL de poesia, ficció i teatre, per a assaigs, crítica i història de la literatura, i per a la literatura infantil. El 2005 va establir-se el Premi Afonso Arino de Mello Franco.

## Presidents de l'ABL
| - Machado de Assis 1897-1908 - Rui Barbosa 1908-1919 - Domício da Gama 1919-1919 - Carlos de Laet 1919-1922 - Afrânio Peixoto 1922-1923 - Medeiros e Albuquerque 1923-1923 - Afrânio Peixoto 1923-1924 - Afonso Celso 1925-1925 - Coelho Neto 1926-1926 - Rodrigo Otávio 1927-1927 - Augusto de Lima 1928-1928 - Fernando Magalhães 1929-1929 - Aloisio de Castro 1930-1930 - Fernando Magalhães 1931-1932 - Gustavo Barroso 1932-1933 - Ramiz Galvão 1933-1934 - Afonso Celso 1935-1935 - Laudelino Freire 1936-1936 | - Ataulfo de Paiva 1937-1937 - Cláudio de Souza 1938-1938 - Antônio Austregésilo 1939-1939 - Celso Vieira 1940-1940 - Levi Carneiro 1941-1941 - Macedo Sorares 1942-1943 - Múcio Leão 1944-1944 - Pedro Calmon 1945-1945 - Cláudio de Sousa 1946-1946 - João Neves da Fontoura 1947-1947 - Adelmar Tavares 1948-1948 - Miguel Osório de Almeida 1949-1949 - Gustavo Barroso 1950-1950 - Aloisio de Castro 1951-1951 - Aníbal Freire da Fonseca 1952-1952 - Barbosa Lima Sobrinho 1953-1954 - Rodrigo Otávio Filho 1955-1955 - Peregrino Júnior 1956-1957 | - Elmano Cardim 1958-1958 - Austregésilo de Athayde 1959-1993 - Abgar Renault 1993-1993 - Josué Montello 1993-1995 - Antônio Houaiss 1995-1996 - Nélida Piñon 1996-1997 - Arnaldo Niskier 1997-1999 - Tarcísio Padilha 2000-2002 - Alberto da Costa e Silva 2002-2004 - Ivan Junqueira 2004-2005 - Marcos Vilaça 2006-2007 - Cícero Sandroni 2007-2009 - Marcos Vilaça 2010-2011 - Ana Maria Machado 2012-2013 - Geraldo Holanda Cavalcanti 2014-2015 - Domício Proença Filho 2016-2017 - Marco Lucchesi 2018-2021 - Merval Pereira 2022-act. |

## Patrons
| Cadira | Nom                      | Cadira | Nom                           |
| ------ | ------------------------ | ------ | ----------------------------- |
| 1      | Adelino Fontoura         | 21     | Joaquim Serra                 |
| 2      | Álvares de Azevedo       | 22     | José Bonifácio, o Moço        |
| 3      | Artur de Oliveira        | 23     | José de Alencar               |
| 4      | Basílio da Gama          | 24     | Júlio Ribeiro                 |
| 5      | Bernardo Guimarães       | 25     | Junqueira Freire              |
| 6      | Casimiro de Abreu        | 26     | Laurindo Rabelo               |
| 7      | Castro Alves             | 27     | Maciel Monteiro               |
| 8      | Cláudio Manuel da Costa  | 28     | Manuel Antônio de Almeida     |
| 9      | Gonçalves de Magalhães   | 29     | Martins Pena                  |
| 10     | Evaristo da Veiga        | 30     | Pardal Mallet                 |
| 11     | Fagundes Varella         | 31     | Pedro Luís Pereira de Sousa   |
| 12     | França Júnior            | 32     | Manuel de Araújo Porto-Alegre |
| 13     | Francisco Otaviano       | 33     | Raul Pompeia                  |
| 14     | Franklin Távora          | 34     | Sousa Caldas                  |
| 15     | Gonçalves Dias           | 35     | Tavares Bastos                |
| 16     | Gregório de Matos        | 36     | Teófilo Dias                  |
| 17     | Hipólito da Costa        | 37     | Tomás António Gonzaga         |
| 18     | João Francisco Lisboa    | 38     | Tobias Barreto                |
| 19     | Joaquim Caetano          | 39     | Francisco Adolfo de Varnhagen |
| 20     | Joaquim Manuel de Macedo | 40     | Visconde do Rio Branco        |

## Membres actuals
Els membres de l'Acadèmia de Lletres Brasilera són (maig de 2024):
| Cadira | Nom                        | Any d'elecció |
| ------ | -------------------------- | ------------- |
| 01     | Ana Maria Machado          | 2003          |
| 02     | Eduardo Giannetti          | 2021          |
| 03     | Joaquim Falcão             | 2018          |
| 04     | Carlos Nejar               | 1988          |
| 05     | Ailton Krenak              | 2023          |
| 06     | Cícero Sandroni            | 2003          |
| 07     | Cacá Diegues               | 2018          |
| 08     | Ricardo Cavaliere          | 2023          |
| 09     | Lilia Schwarcz             | 2024          |
| 010    | Rosiska Darcy              | 2013          |
| 011    | Ignácio de Loyola Brandão  | 2019          |
| 012    | Paulo Niemeyer Filho       | 2021          |
| 013    | Ruy Castro                 | 2022          |
| 014    | Celso Lafer                | 2006          |
| 015    | Marco Lucchesi             | 2011          |
| 016    | Jorge Caldeira             | 2022          |
| 017    | Fernanda Montenegro        | 2021          |
| 018    | Arnaldo Niskier            | 1984          |
| 019    | Antônio Carlos Secchin     | 2004          |
| 020    | Gilberto Gil               | 2021          |
| 021    | Paulo Coelho               | 2002          |
| 022    | João Almino                | 2017          |
| 023    | Antônio Torres             | 2013          |
| 024    | Geraldo Carneiro           | 2016          |
| 025    | Alberto Venancio Filho     | 1991          |
| 026    | Marcos Vilaça              | 1985          |
| 027    | Antonio Cicero             | 2017          |
| 028    | Domício Proença Filho      | 2006          |
| 029    | Geraldo Holanda Cavalcanti | 2010          |
| 030    | Heloísa Teixeira           | 2023          |
| 031    | Merval Pereira             | 2011          |
| 032    | Zuenir Ventura             | 2014          |
| 033    | Evanildo Bechara           | 2000          |
| 034    | Evaldo Cabral de Mello     | 2014          |
| 035    | Godofredo de Oliveira Neto | 2022          |
| 036    | Fernando Henrique Cardoso  | 2013          |
| 037    | Arno Wehling               | 2017          |
| 038    | José Sarney                | 1980          |
| 039    | José Paulo Cavalcanti      | 2021          |
| 040    | Edmar Bacha                | 2016          |

## Galeria dels Immortals
| - Alberto de Oliveira - Alberto Santos-Dumont - Ariano Suassuna - Assis Chateaubriand - Cândido Mendes - Carlos Chagas Filho - Cassiano Ricardo | - Darcy Ribeiro - Graça Aranha - Guimarães Rosa - João Cabral de Melo Neto - Joaquim Nabuco - Jorge Amado - José Américo de Almeida | - José Lins do Rego - José Maria da Silva Paranhos Júnior - Lauro Severiano Müller - Lygia Fagundes Telles - Machado de Assis - Manuel Bandeira - Menotti Del Picchia | - Nélida Piñón - Osório Duque-Estrada - Oswaldo Cruz - Rachel de Queiroz - Ruy Barbosa - Sérgio Paulo Rouanet - Zélia Gattai |